# 美勇伝
美勇伝（びゆうでん、v-u-den）は、ハロー!プロジェクトに所属していた3人組女性アイドルグループ。2004年8月結成、2008年6月29日活動終了。
この項目では、2009年7月に新メンバーで結成された続・美勇伝（ぞく びゆうでん）についても記述する。

## 概要
2004年8月に、当時モーニング娘。に在籍していた石川梨華を中心として、「ハロー!プロジェクト 新ユニットオーディション」（2003年7月 - 10月）合格者の三好絵梨香と「ハロプロ エッグ オーディション2004」（2004年4月 - 8月）合格者の岡田唯とで結成された。
「日本の女性が受け継いで来た美しい心と容姿」「日本の女性が掲げ続けている勇ましい精神と出で立ち」「彼女たちが次の世代にその日本の女性のすばらしさを伝えていくのだ」という思いを込めて、プロデューサーのつんく♂によって命名された。
2008年6月29日の単独コンサートツアーの最終日をもってグループとしての活動を終了した。活動終了後は3人ともハロー!プロジェクトで引き続き活動を続けていたが、2009年のハロー!プロジェクトの大幅改編により、石川はM-line club（モーニング娘。OGらの新たなファンクラブ）に移行、三好と岡田は特定のファンクラブのない状態となった。

## メンバー
- 石川梨華（いしかわ りか、1985年1月19日 - 、40歳、結成時19歳） - リーダー
- 三好絵梨香（みよし えりか、1984年11月8日 - 、40歳、結成時19歳）
- 岡田唯（おかだ ゆい、1987年12月28日 - 、37歳、結成時16歳）

## 特徴
- 石川は、モーニング娘。卒業後、このグループでの活動をメインとしていた。
- 結成当初にそれぞれ「担当」を決め、石川が「セクシー担当」、三好が「ツッコミ担当」、岡田が「ボケ担当」と決まったというが、ラジオのレギュラー番組などでは「3人共ボケ役でツッコミ役がおらず、困っている」と話している。
- 石川は、当初は三好の事を「三好ちゃん」、岡田の事を「岡田ちゃん」と呼んでいたが、現在はそれぞれ「絵梨香」「唯ちゃん」と呼んでいる。三好と岡田は石川の事を「石川さん」と呼んでいたが、現在は2人とも「梨華ちゃん」と呼ぶ様になっている。
- 主な音楽ソフトのリリース元はキングレコードに委託されたアップフロントワークスのレーベル「ピッコロタウン」だが、2ndシングル「カッチョイイゼ! JAPAN」がリリースされたにも拘らず、2005年3月までピッコロタウン公式ホームページ内にこのユニットのアーティストのホームページが開設されておらず、その代わりに何故か国土交通省のホームページ内には歌詞の全文のPDFまで置かれている特異な状況が見られた。同年4月に正式に掲示され、この矛盾はやっと解消されたが、3rdシングル「紫陽花アイ愛物語」のリリース番号が発表された後も数日この状態が続いた。
- コンサートなどではセクシーな衣裳を披露している事も多い。ハロプロ内ではセクシー担当と自称していた。6thシングル「一切合切 あなたに∮ あ・げ・る♪」では水着のジャケット・キャミソールの歌衣装、7thシングル「愛すクリ〜ムとMyプリン」ではバニーガールの衣装、9thシングル「じゃじゃ馬パラダイス」ではヘソ出し・ビキニ・ミニスカートになった。なお、NHKテレビの音楽番組「ポップジャム」にバニーガールの衣裳で出演した際に当時司会者だった桜塚やっくんから「そんな衣裳、NHKで放送できないよー!!」とつっこまれた。
- テレビ東京系のバラエティ番組『ハロー!モーニング。』では、2006年から番組終了まで一部コーナーに三好と岡田もレギュラー出演していた。これは当時石川が司会を務めた事による。
- 2007年までハロー!プロジェクトの若年組であるワンダフルハーツとしてライブなどに参加していたが、翌2008年はエルダークラブのライブに出演した。
- 映画『スケバン刑事 コードネーム=麻宮サキ』（2006年9月30日公開、東映）では、石川が秋山レイカ、三好が神田琴美、岡田が今野多英を演じた。美勇伝としてクレジットはされず、それぞれソロで出演した。
- 「解散」ではなく「活動終了」という表現を取っている。石川梨華のフォトエッセイ『国語、算数、梨華、歴史!』の中でも解散はしていないということを強調している。

## 略歴
2004年
- 8月10日、当時のモーニング娘。メンバーだった石川梨華と三好絵梨香・岡田唯によって結成される[1]。
- 9月23日、デビューシングル「恋のヌケガラ」を発売。作詞に湯川れい子を迎える。作曲ははたけ。
- 10月4日 - 12月24日、テレビ東京系で『魔女っ娘。梨華ちゃんのマジカル美勇伝』が放送された。

2005年
- 4月3日 - 2006年9月30日、FM-FUJIで『B.B.L.』が放送された。
- 5月7日、石川梨華がモーニング娘。を卒業し、ユニット活動に専念。
- 5月28日 - 6月11日、『美勇伝ファーストコンサートツアー2005春〜美勇伝説〜』を開催した。
- 8月27日、シンガポールで開催された『Japan Music Fiesta 2005 Singapore』に参加した。
- 10月19日、北側一雄国土交通大臣よりビジット・ジャパン・キャンペーン事業の一環として「ようこそ!ジャパン応援団（サポーター）」の任命状を授与された[2]。
- 10月22日・23日、香港ビクトリア・パークで開催された『日本の祭2005』に参加した。
- 10月26日、ファーストアルバム『スイートルームナンバー1』発売。
- 10月30日 - 11月13日、『美勇伝ライブツアー2005秋 美勇伝説II 〜クレナイの季節〜』を開催した。
- 12月3日、中国・杭州で開催された『中国杭州ジャパンフェスタ』に参加した。

2006年
- 1月 - 三好と岡田がキックベースボールチーム「メトロラビッツH.P.」に加入した。
- 4月8日 - 6月25日、『ハロ☆プロ パーティー!2006 〜後藤真希キャプテン公演〜』ツアーに参加した。
- 11月18日 - 26日、『美勇伝ライブツアー2006秋 美勇伝説III 〜愛すCREAMとMyプリン〜』を開催した。

2007年
- 5月26日 - 6月16日、『美勇伝ライブツアー2007初夏 美勇伝説IV 〜ウサギと天使〜』を開催した。
- 11月21日、ファーストベストアルバム『美勇伝 シングルベスト9 Vol.1 おまけつき』発売。

2008年
- 正月のハロー!プロジェクトのコンサートでは、ワンダフルハーツではなくエルダークラブのコンサートに出演。
- 1月26日、『Hello! Project 2008 Winter 〜決定!ハロ☆プロアワード'08〜』に於いて、6月のライブツアーを最後に活動を終了し、3人それぞれハロー!プロジェクトに在籍し続ける事を発表した[3][4][5]。
- 4月30日、デビューシングルからラストシングルまでのプロモーションビデオを収録した『美勇伝シングルVクリップス② 〜ありがとう美勇伝デビューからの大全集〜』発売。
- 6月、『美勇伝ライブツアー2008初夏 美勇伝説V 〜最終伝説〜』を開催。最終日の29日をもって活動を終了した。

2025年
- 3月28日、過去にリリースした全楽曲を翌29日より各サブスクリプション型（定額制）音楽ストリーミングサービスで配信開始することを発表[6]。

## 音楽

### シングル
|      | 発売日         | タイトル                      | 楽曲制作                                              | 最高位 | 備考                                                   |
| ---- | -------------- | ----------------------------- | ----------------------------------------------------- | ------ | ------------------------------------------------------ |
| 1st  | 2004年9月23日  | 恋のヌケガラ                  | 作詞：湯川れい子 作曲：はたけ 編曲：鈴木Daichi秀行    | 6位    |                                                        |
| 2nd  | 2005年3月2日   | カッチョイイゼ!JAPAN          | 作詞：つんく 作曲：つんく 編曲：鈴木Daichi秀行        | 16位   | 国土交通省「ビジット・ジャパン・キャンペーン・ソング」 |
| 3rd  | 2005年5月25日  | 紫陽花アイ愛物語              | 作詞：角田崇徳&斉藤未悠 作曲：角田崇徳 編曲：角田崇徳 | 10位   | キッズステーションアニメ「パタリロ西遊記!」OPテーマ    |
| 4th  | 2005年8月10日  | ひとりじめ                    | 作詞：三浦徳子 作曲：つんく 編曲：平田祥一郎          | 17位   |                                                        |
| 5th  | 2005年10月5日  | クレナイの季節                | 作詞：つんく 作曲：つんく 編曲：平田祥一郎            | 14位   |                                                        |
| 6th  | 2006年5月10日  | 一切合切 あなたに§あ・げ・る♪ | 作詞：つんく 作曲：つんく 編曲：平田祥一郎            | 16位   |                                                        |
| 7th  | 2006年11月22日 | 愛すクリ〜ムとMyプリン        | 作詞：つんく 作曲：つんく 編曲：大久保薫              | 11位   |                                                        |
| 8th  | 2007年5月23日  | 恋する♡エンジェル♡ハート      | 作詞：つんく 作曲：つんく 編曲：山崎淳                | 17位   |                                                        |
| 9th  | 2007年9月26日  | じゃじゃ馬パラダイス          | 作詞：つんく 作曲：つんく 編曲：菊谷知樹              | 21位   |                                                        |
| 10th | 2008年4月23日  | なんにも言わずに I LOVE YOU   | 作詞：つんく 作曲：つんく 編曲：上杉洋史              | 10位   |                                                        |

### アルバム
| 発売日         | タイトル                                | 最高位 |
| -------------- | --------------------------------------- | ------ |
| 2005年10月26日 | スイートルームナンバー1                 | 14位   |
| 2007年11月21日 | 美勇伝 シングルベスト9 Vol.1 おまけつき | 36位   |

### DVD（シングル）
1. シングルV・恋のヌケガラ （2004年10月6日）
2. シングルV・カッチョイイゼ! JAPAN（2005年3月9日）
3. シングルV・紫陽花アイ愛物語（2005年6月8日）
4. シングルV・ひとりじめ（2005年8月24日）
5. シングルV・クレナイの季節（2005年10月13日）
6. シングルV・一切合切 あなたに∮あ・げ・る♪（2006年5月24日）
7. シングルV・愛すクリ〜ムとMyプリン（2006年12月6日）
8. シングルV・恋する♡エンジェル♡ハート（2007年5月30日）
9. シングルV・じゃじゃ馬パラダイス（2007年10月10日）

### DVD（コンサート）
1. 美勇伝ファーストコンサートツアー2005春〜美勇伝説〜（2005年8月17日）
2. 美勇伝ライブツアー2005秋 美勇伝説II〜クレナイの季節〜（2006年2月15日）
3. 美勇伝ライブツアー2006秋 美勇伝説III〜愛すCREAMとMyプリン〜（2007年3月7日）
4. 美勇伝コンサートツアー2007初夏 美勇伝説IV〜ウサギと天使〜（2007年8月8日）
5. 美勇伝コンサートツアー2008初夏 美勇伝説V〜最終伝説〜（2008年9月17日）

### DVD（クリップ集）
- 美勇伝シングルVクリップス（2006年3月15日）
- 美勇伝シングルVクリップス2 〜ありがとう美勇伝デビューからの大全集〜（2008年4月30日）

### DVD（ファンクラブ限定）
- 魔女っ娘。梨華ちゃんのマジカル美勇伝 Special Selection Vol.1（2005年6月）
- 魔女っ娘。梨華ちゃんのマジカル美勇伝 Special Selection Vol.2（2005年6月）
- 美勇伝 in シンガポール!!（2005年9月）
- a short film for 美勇伝（2005年11月）
- 美勇伝 ファンクラブツアー in 台湾 DVD（2007年2月）
- イベントV「なんにも言わずに I LOVE YOU」（2008年4月30日）
- 美勇伝 ファイナルFC EVENT＆FC TOUR（2008年6月）
- 石川梨華 on 美勇伝 コンサートツアー 2008初夏 美勇伝説V〜最終伝説〜（2008年8月）
- 三好絵梨香 on 美勇伝 コンサートツアー 2008初夏 美勇伝説V〜最終伝説〜（2008年8月）
- 岡田唯 on 美勇伝 コンサートツアー 2008初夏 美勇伝説V〜最終伝説〜（2008年8月）

## 公演

### コンサート

#### 単独コンサート
- 美勇伝ファーストコンサートツアー2005春〜美勇伝説〜（2005年5月28日・29日、東京厚生年金会館 / 6月4日、大阪厚生年金会館 / 11日、名古屋市民会館）
- 美勇伝ライブツアー2005秋 美勇伝説II 〜クレナイの季節〜（2005年10月30日、Zepp Sendai / 11月3日、Zepp Osaka / 5日、Zepp Nagoya / 12日・13日、品川ステラボール）
- 美勇伝ライブツアー2006秋 美勇伝説III 〜愛すCREAMとMyプリン〜（2006年11月18日・19日、品川ステラボール / 25日、Zepp Nagoya / 26日、Zepp Osaka）
- 美勇伝コンサートツアー2007初夏 美勇伝説IV〜ウサギと天使〜（2007年5月26日、大阪厚生年金会館 / 6月2日・3日、中野サンプラザ / 16日、愛知厚生年金会館）
- 美勇伝コンサートツアー2008初夏 美勇伝説V〜最終伝説〜（6月8日、大阪厚生年金会館 / 21日、渋谷C.C.レモンホール / 22日、愛知厚生年金会館 / 28日・29日、東京厚生年金会館）

#### その他
- モーニング娘。コンサートツアー『The BEST of Japan 夏〜秋'04』（2004年8月21日 - 11月21日、12都市37公演） - ゲスト出演
- Hello! Project 2005 Winter 〜A HAPPY NEW POWER! 紅組〜（2005年1月3日 - 1月23日、3都市9公演）
- Hello! Project 2005 Winter オールスターズ大乱舞〜A HAPPY NEW POWER! 飯田圭織卒業スペシャル〜（2005年1月29日・30日、横浜アリーナ、4公演）
- モーニング娘。コンサートツアー2005春 〜第六感 ヒット満開!〜（2005年3月5日 - 5月7日、13都市33公演） - ゲスト出演
- Hello! Project 2005 夏の歌謡ショー 〜'05 セレクション! コレクション!〜（2005年7月10日 - 24日、3都市8公演）
- 三重県小俣町「さよなら小俣町」コンサート 昼の部（2005年10月15日、三重県小俣町 小俣町総合体育館）
- Hello! Project 2006 Winter 〜ワンダフルハーツ〜（2006年1月2日 - 21日、3都市14公演）
- Hello! Project 2006 Winter 〜全員集GO!〜（2006年1月28日・29日、横浜アリーナ、3公演）
- ハロ☆プロ パーティー! 2006 〜後藤真希キャプテン公演〜（2006年4月8日 - 5月7日、6都市17公演） - 出演者：後藤真希・辻希美・美勇伝
- コープサービス主催 ハロ☆プロ パーティー! 2006 〜後藤真希キャプテン公演〜（2006年5月13日 - 6月25日） - 同上
- Hello! Project 2006 Summer 〜ワンダフルハーツランド〜（2006年7月9日 - 23日、3都市7公演）
- Hello! Project 2007 Winter 〜ワンダフルハーツ 乙女Gocoro〜（2007年1月2日 - 21日、3都市11公演）
- Hello! Project 2007 Winter 〜集結! 10th Anniversary〜（2007年1月27日・28日、横浜アリーナ、3公演）
- モーニング娘。コンサートツアー2007秋 〜ボン キュッ! ボン キュッ! BOMB〜（2007年9月22日 - 11月25日、10都市26公演） - ゲスト出演
- Hello! Project 2008 Winter 〜かしましエルダークラブ〜 （2008年1月5日 - 19日、3都市9公演）
- Hello! Project 2008 Winter 〜決定! ハロ☆プロアワード'08〜 （2008年1月26日・27日、横浜アリーナ、3公演）

### イベント
- デビューシングル「恋のヌケガラ」発売記念スペシャルイベント（2004年10月24日、Zepp Tokyo）
- 「ビジット・ジャパン・キャンペーン」オープニングイベント（2005年2月、六本木ヒルズアリーナ）
- 三好絵梨香&岡田唯 写真集発売&握手会（2005年3月24日、福家書店銀座店）
- 3rdシングル「紫陽花アイ愛物語」発売記念イベント（2005年6月3日、Zepp Osaka / 12日、Shibuya O-East / 13日、愛知県勤労会館）
- ABC環境イベント「ABCアウトドアフェスタ」（2005年7月17日、メリケンパーク内特設ステージ）
- 東北楽天ゴールデンイーグルス応援イベント（2005年8月20日、イオン盛岡ショッピングセンター セントラルコート）
- ファンクラブ会員限定 美勇伝ファンの集い（2005年10月1日、豊中市立市民会館 / 16日、横浜BLITZ）
- 7thシングル「愛すクリ〜ムとMyプリン」発売記念イベント（2006年12月9日、高槻現代劇場大ホール・CLUB CITTA'）
- ヤマダ電機 家電フェア2007 ＆ 大処分蚤の市 in 札幌ドーム（2007年9月29日、札幌ドーム）
- 日本ジャズダンス芸術協会主催特別公演「Oh! DANCING」（2007年12月、シアター1010）
- ヤマダ電機 家電フェア2008＆大処分蚤の市 in 福岡Yahoo! JAPANドーム（2008年3月30日、福岡Yahoo! JAPANドーム）
- 美勇伝 ファンの集い in 札幌（2008年5月5日、札幌ペニーレーン24）
- 「なんにも言わずに I LOVE YOU」発売記念イベント（2008年5月5日、札幌ペニーレーン24 / 6日、御堂会館 / 10日、横浜BLITZ）
- 美勇伝 ファイナルファンクラブツアーin遠州（2008年5月17日・18日）

### ミュージカル
- リボンの騎士 ザ・ミュージカル（新宿コマ劇場、演出：木村信司、2006年8月1日 - 8月27日、40公演）

## 出演

### テレビ
- ハロー!モーニング。（ - 2007年4月1日、テレビ東京他)
- 魔女っ娘。梨華ちゃんのマジカル美勇伝（2004年10月4日 - 12月24日、テレビ東京）

### ラジオ
- B.B.L.（2005年4月3日 - 2006年9月30日、FM-FUJI）
- ハロプロやねん!（2005年2月4日 - 3月18日・7月1日 - 29日・2006年4月21日 - 28日・9月26日 - 10月6日、朝日放送）
- オールナイトニッポンR（2005年8月12日、ニッポン放送）
- 美勇伝 beauty hour 21（2006年10月6日 - 2007年3月30日、NRNネット ラジオアミューズメントパーク ）
- 美勇伝 三好・岡田の今夜はふたりぼっち（2007年4月6日 - 2008年6月27日、FM Port)

### インターネット
- 第11回ハロプロビデオチャット（2005年5月26日、ハロー!プロジェクト on フレッツ）

## 書籍

### 写真集
- hello!×2 三好絵梨香&岡田唯写真集 from美勇伝（2005年3月4日、角川書店） ISBN 4-048942581
- 美勇伝ファーストコンサートツアー2005春 美勇伝説（2005年7月29日、竹書房） ISBN 4-812423023
- Hello! Project 2005 夏の歌謡ショー '05 セレクション!コレクション! w&v-u-den（2005年10月11日、大誠社） ISBN 4-902577046
- 美勇伝写真集 fleur de fleur（2006年1月12日、ワニブックス） ISBN 4-847029119

## 続・美勇伝
続・美勇伝（ぞく びゆうでん、zoku・v-u-den）は、ハロー!プロジェクトに所属していた3人組女性アイドルグループ。2009年7月発売のカバーアルバム『チャンプル①〜ハッピーマリッジソングカバー集〜』に参加するチャンプルユニットの1つとして新メンバーで結成された。

### メンバー
括弧内は結成当時の所属グループ
- 道重さゆみ（1989年7月13日 - 、35歳、結成時20歳、モーニング娘。）
- 菅谷梨沙子（1994年4月4日 - 、31歳、結成時15歳、Berryz工房）
- ジュンジュン（1988年1月11日 - 、37歳、結成時21歳、モーニング娘。）

### 略歴
2009年
- 7月15日、『チャンプル①〜ハッピーマリッジソングカバー集〜』の発売に伴い結成。「ONLY YOU」のカバーで参加。
- 7月19日 - 8月9日、ハロー!プロジェクトのコンサートツアー『Hello! Project 2009 SUMMER 革命元年 〜Hello! チャンプル〜』に出演。「ONLY YOU」を披露した。

2010年
- 1月5日 - 24日、ハロー!プロジェクトのコンサートツアー『Hello! Project 2010 WINTER 歌超風月 〜シャッフルデート〜』に出演。「ONLY YOU」・「恋する♡エンジェル♡ハート」を披露した。
- 7月18日 - 8月8日、ハロー!プロジェクトのコンサートツアー『Hello! Project 2010 SUMMER 〜ファンコラ!〜』に出演。「恋する♡エンジェル♡ハート」（神戸昼公演）・「愛すクリ〜ムとMyプリン」（中野夜公演）を披露した。
- 12月15日、ジュンジュンがモーニング娘。とハロー!プロジェクトを卒業。

2011年
- 1月2日 - 23日、ハロー!プロジェクトのコンサートツアー『Hello! Project 2011 WINTER 〜歓迎新鮮まつり〜』に出演。「恋する♡エンジェル♡ハート」（A-1公演）・「恋愛戦隊シツレンジャー」（A-2公演）を披露した。